# جورجيا لانكستر
جورجيا لانكستر (بالإنجليزية: Georgia Lancaster)‏ هي لاعبة جمباز بهلوانية ‏ بريطانية، ولدت في 7 ديسمبر 1995.